# Vietnamské umělecké muzeum
Vietnamské umělecké muzeum (Bảo tàng Mỹ thuật Việt Nam) je státní umělecká galerie v Hanoji a zároveň nejvýznamnější sbírka výtvarného umění ve Vietnamu. Budova z roku 1937 sloužila původně jako internát pro dcery francouzských koloniálních úředníků v Indočíně. Později byla přebudována v domorodém stylu a roku 1966 zde bylo otevřeno muzeum. Muzeum má výstavní plochu asi 3000 metrů čtverečných a vystavuje jak staré a lidové umění Vietnamu, tak i díla místních moderních malířů a sochařů. Je zde rovněž sbírka keramiky.   

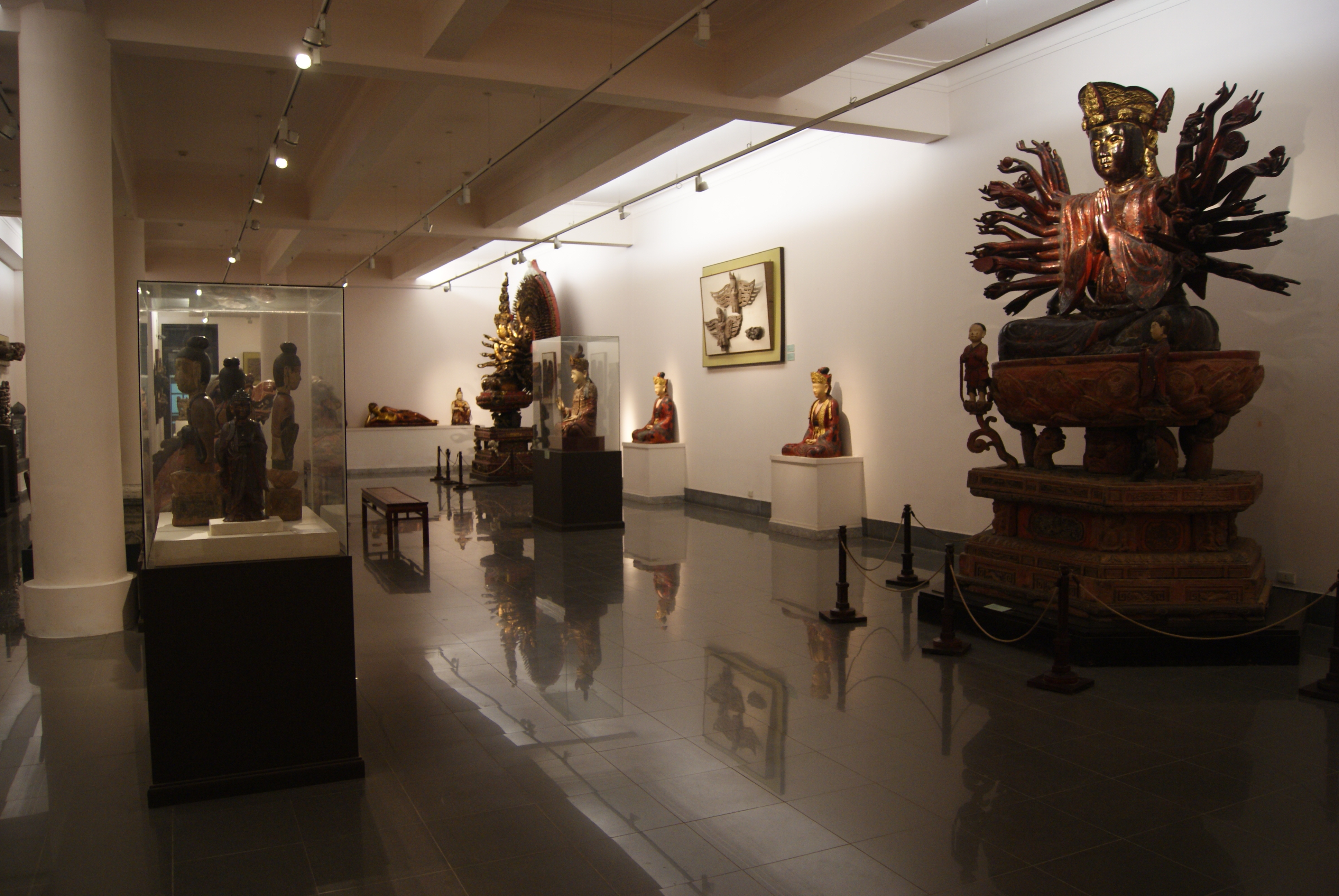
Interiér
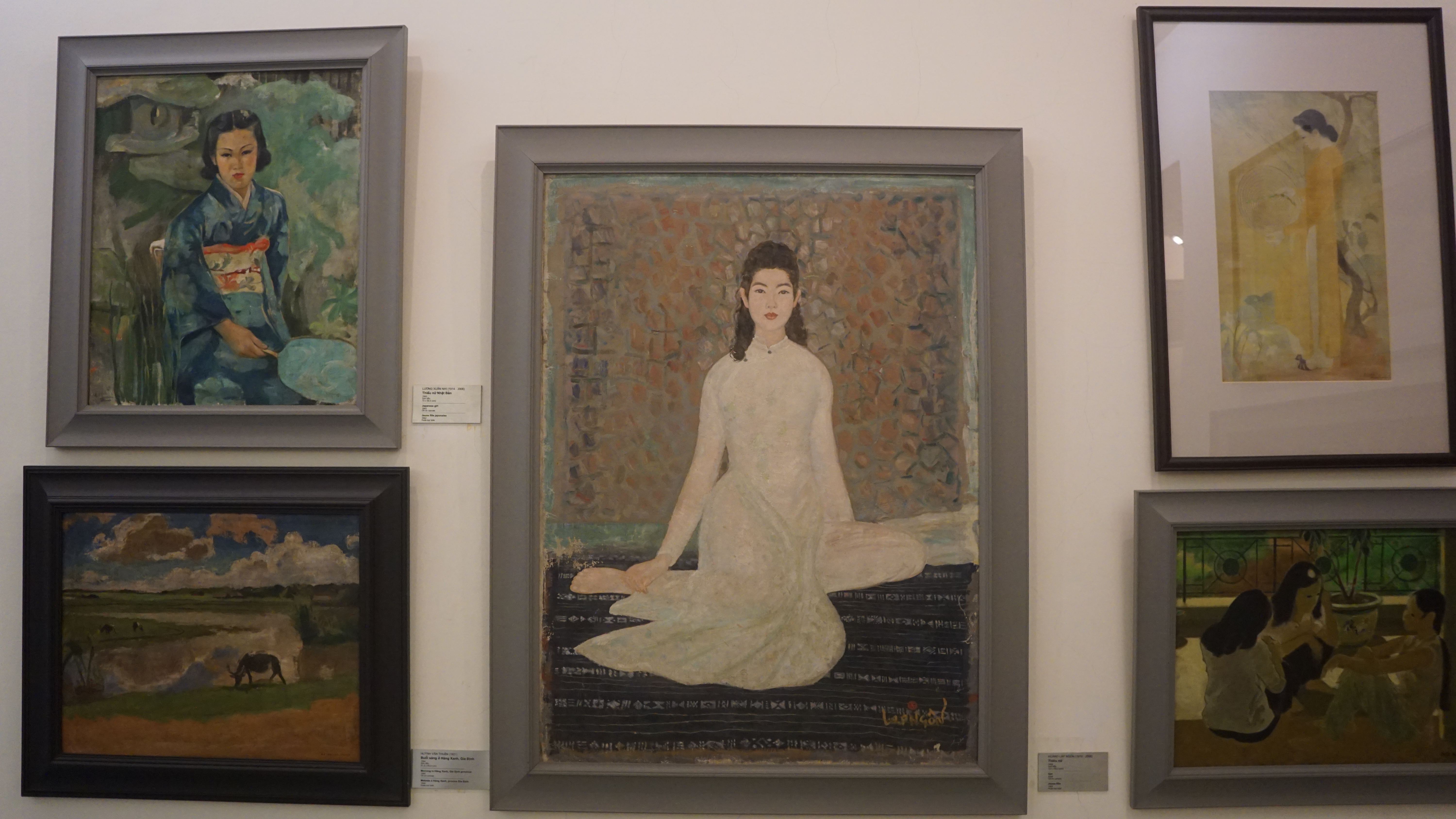
Výstava obrazů
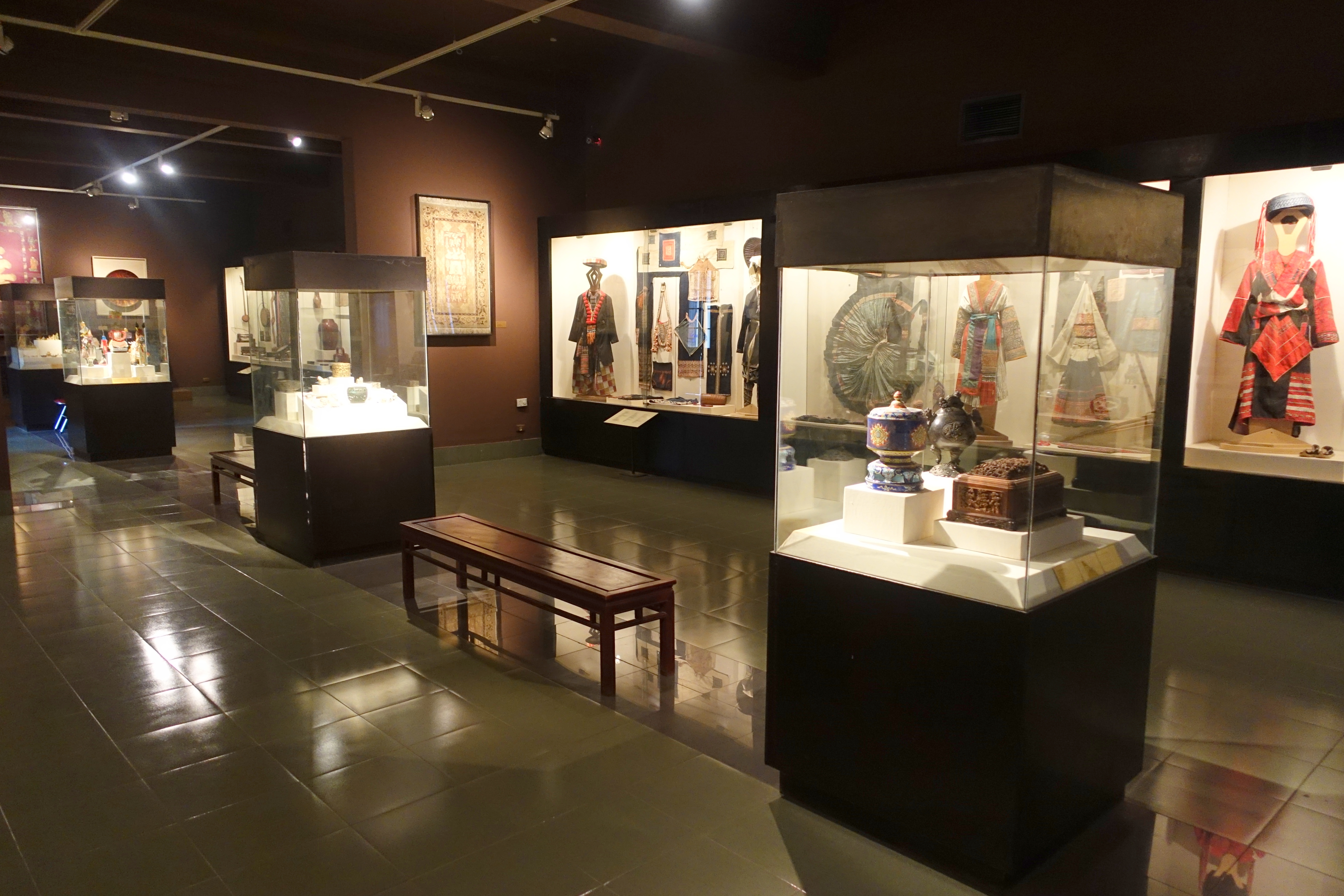
Výstava oděvů a uměleckého řemesla
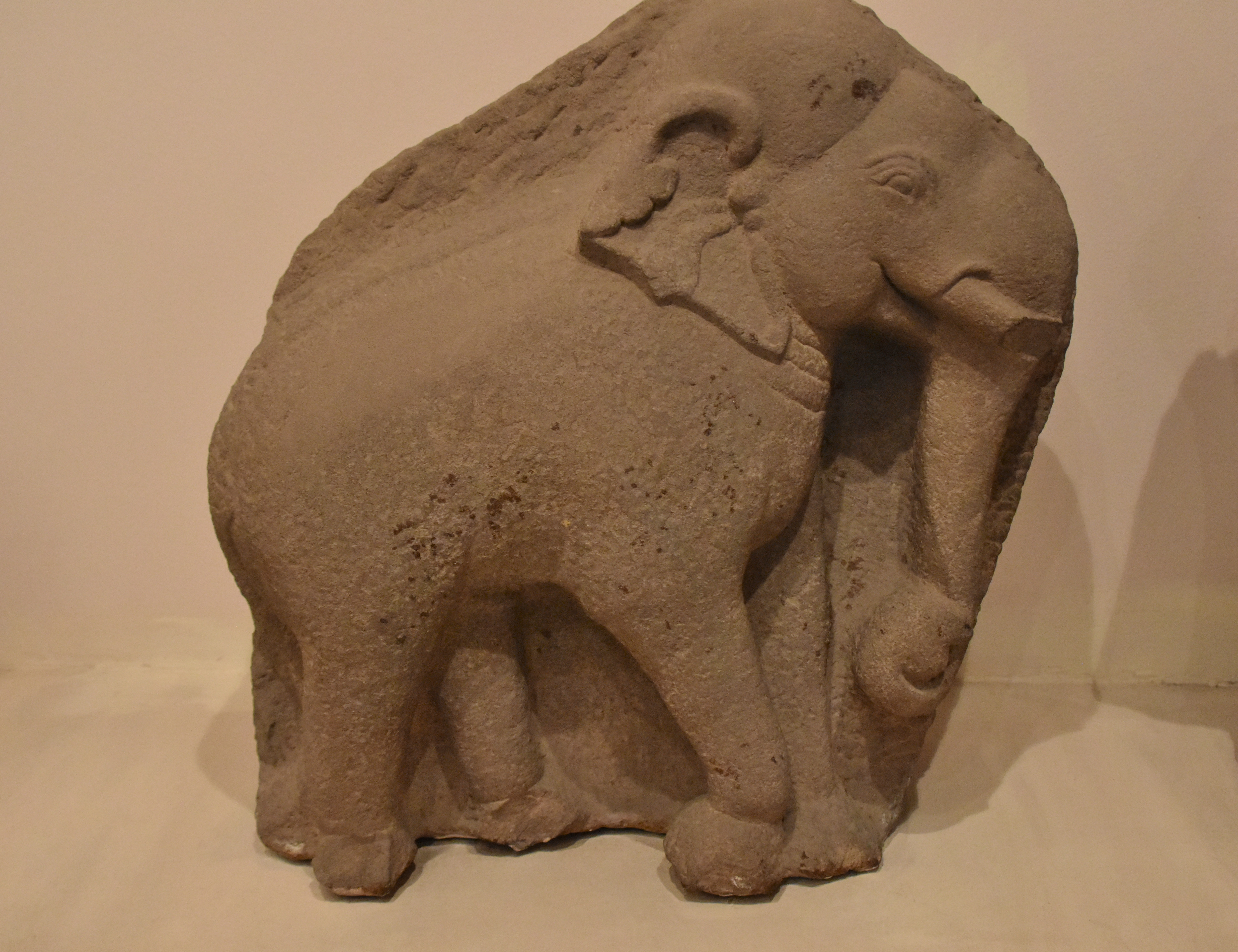
Slon, 7. nebo 8. století
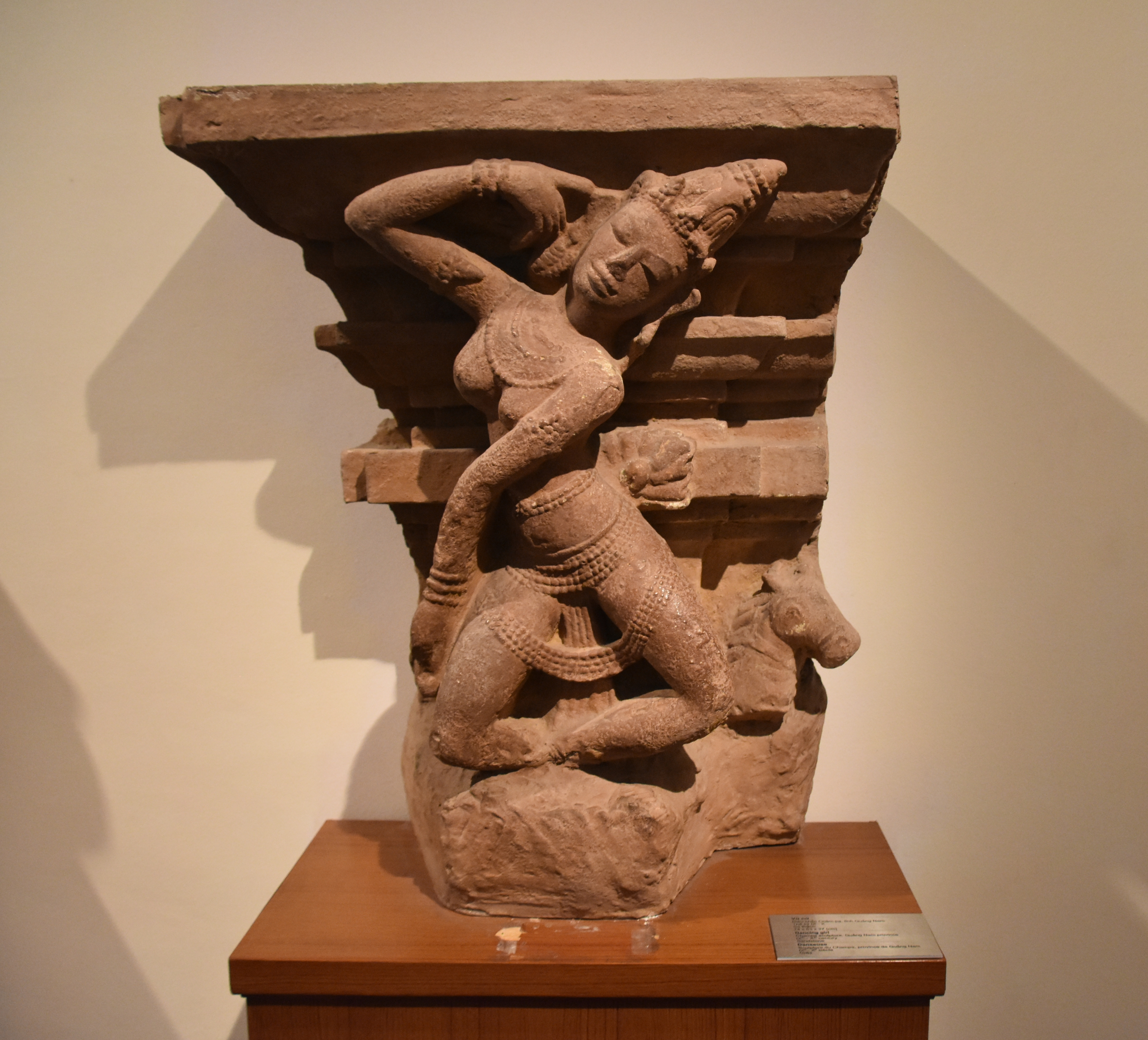
Tanečnice, 9. nebo 10. stol.
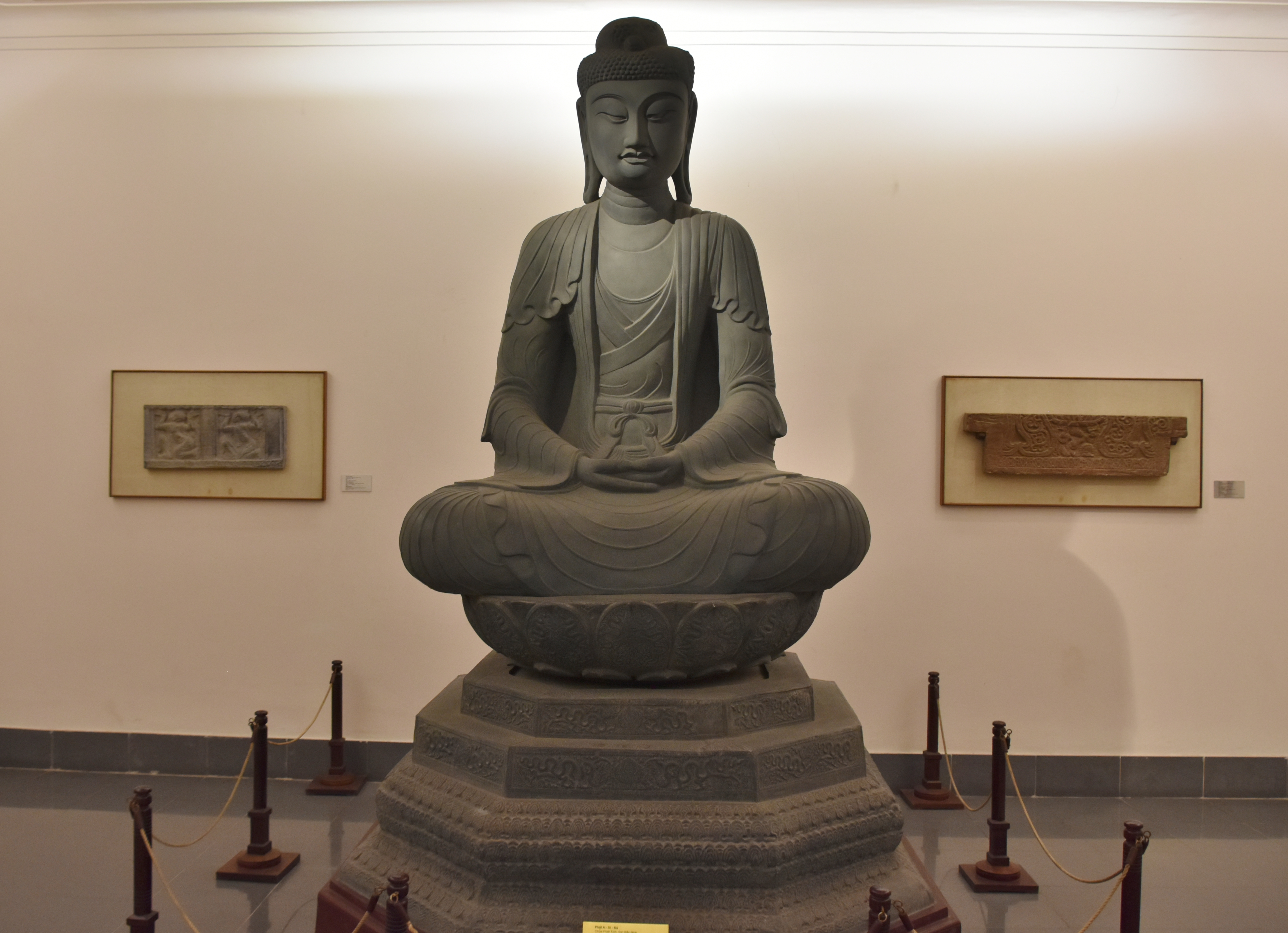
Buddha Amitábha, 1057
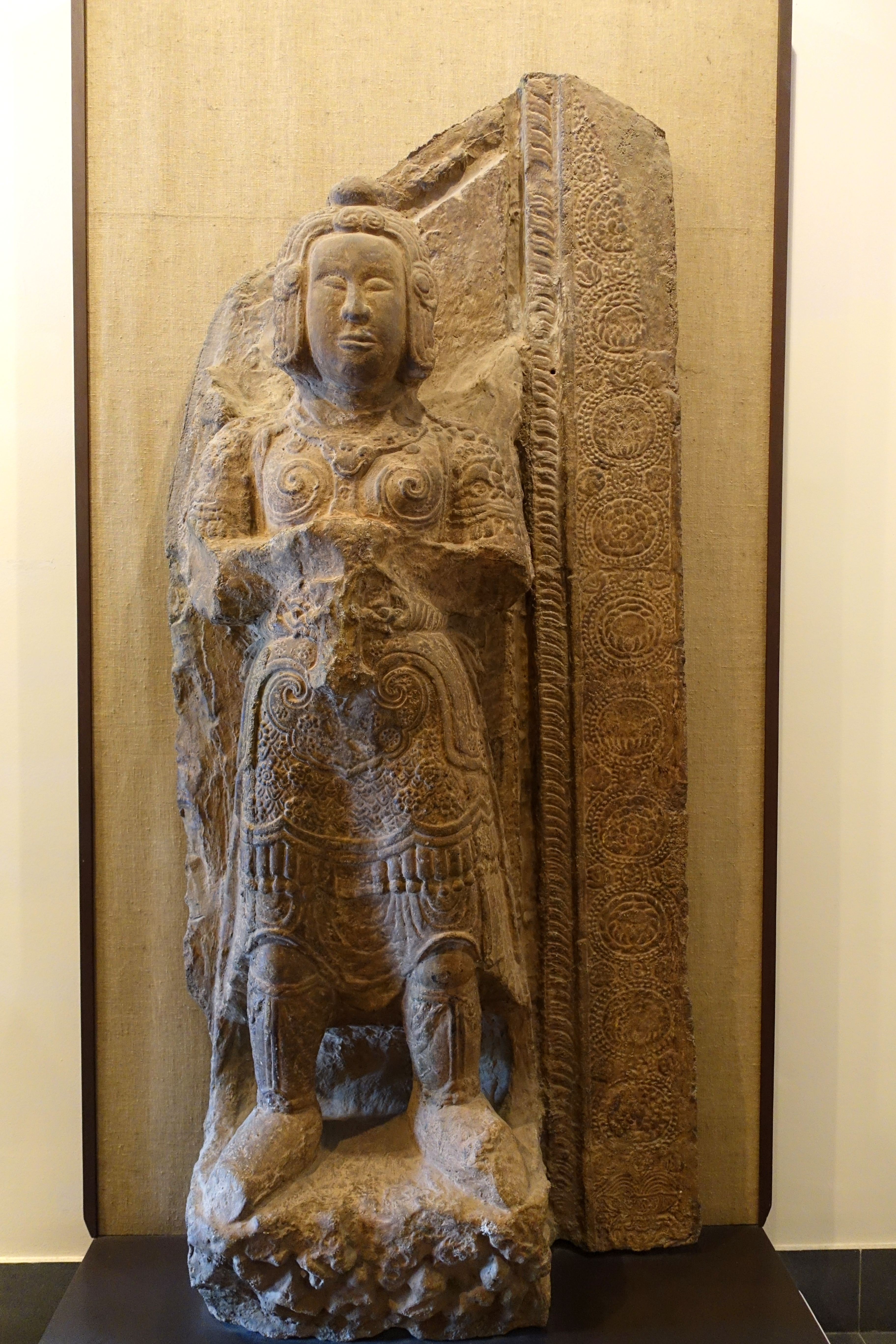
Vadžrapáni, 1118-1121
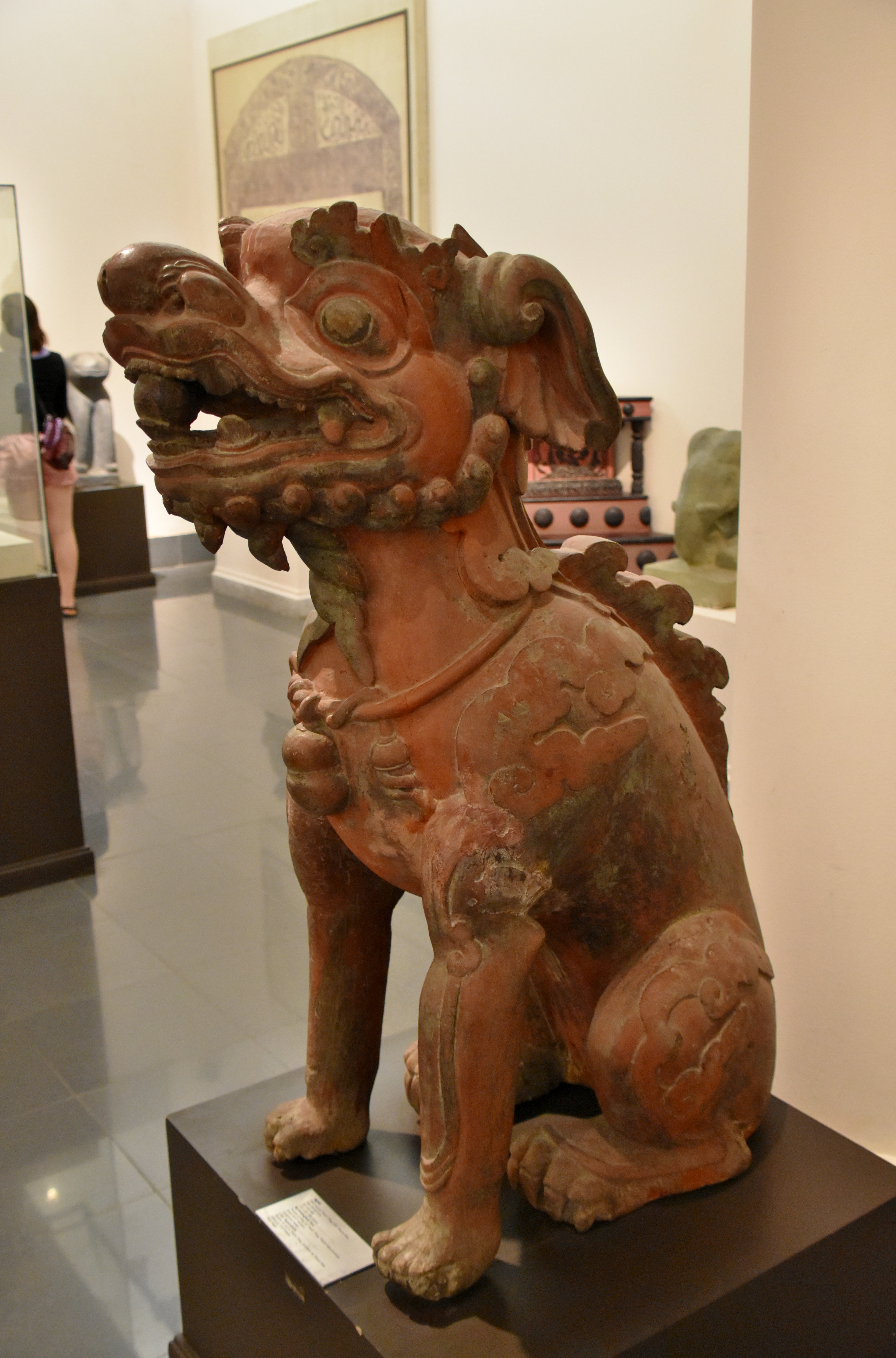
Mytický lev, rané 17. stol.
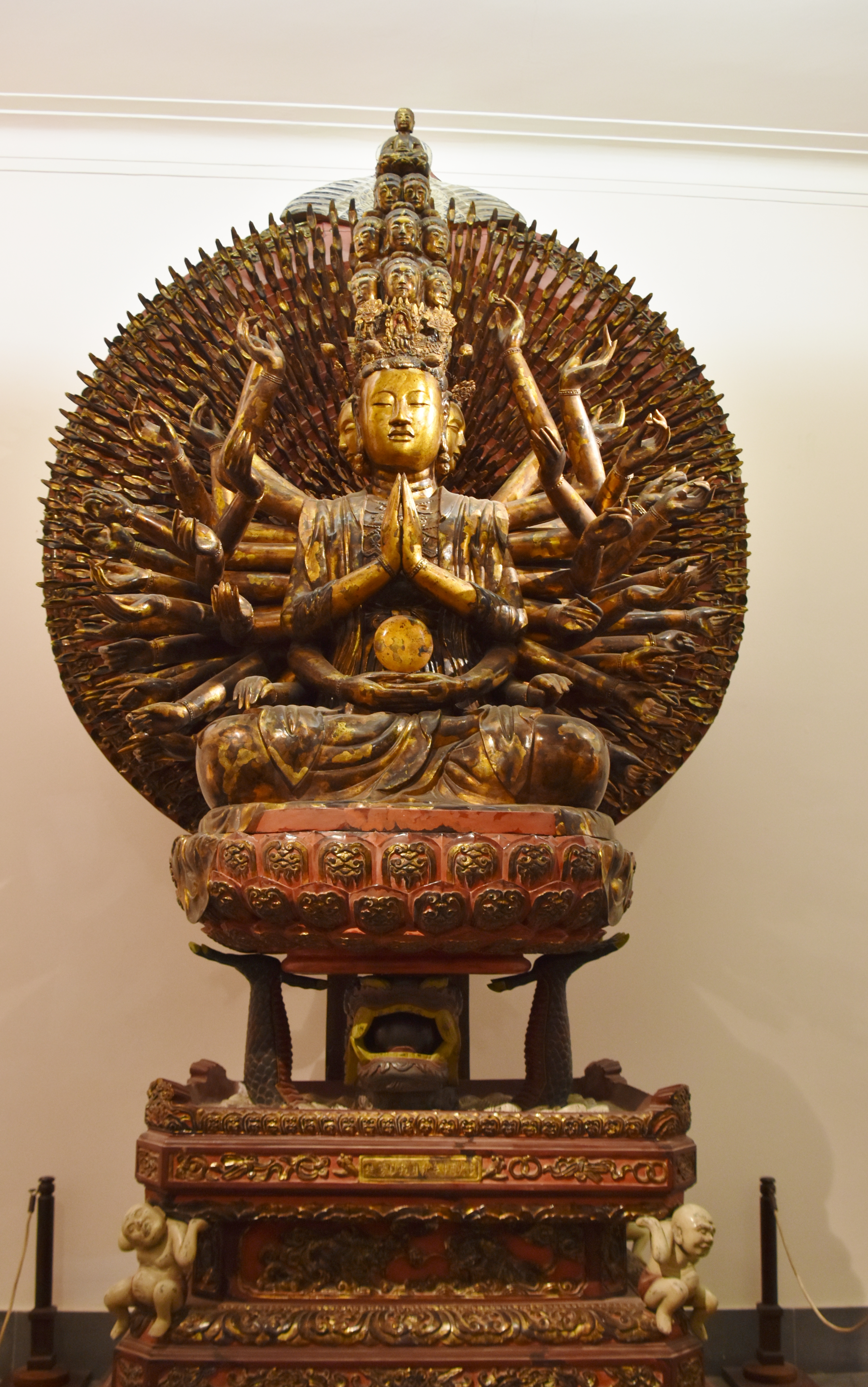
Avalókitéšvara, 1656
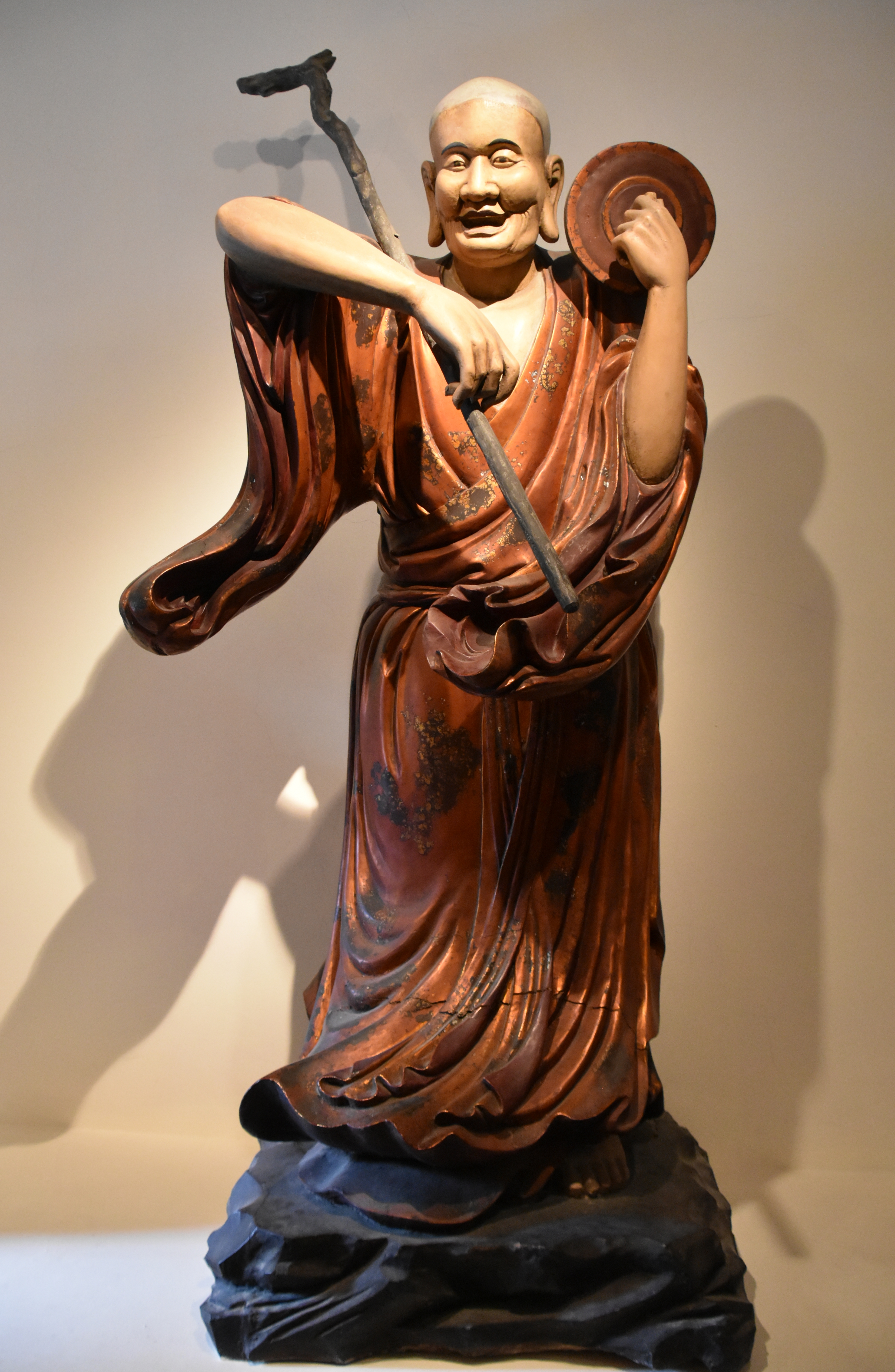
Buddhistický patriarcha, 1794